# کاخ سلطنت‌آباد
کاخ سلطنت‌آباد در ۱۲۶۵ هجری شمسی به فرمان ناصرالدین شاه، در جلگه شرقی قریه رستم‌آباد، ساخته شد. معماری، سبک ساختمان کاخ و تزیینات گچ‌بری آن معرف هنر دوره قاجار است و کوبی زرینی، که نشانه کاخ سلطنتی بود، برفراز بلندترین نقطه شیروانی بام جای داده شده بود. قسمتی از این کاخ در دوران رضاشاه تخریب شد و از مجموعه بناهای یاد شده این کاخ تنها عمارت حوضخانه، تالار آینه و برج سلطنت‌آباد برجا مانده، که اکنون در اختیار وزارت دفاع و پشتیبانی نیروهای مسلح است. این اثر با نام دو بنای سلطنتی در سلطنت‌آباد در تاریخ ۱۱ بهمن ۱۳۳۴ با شمارهٔ ثبت ۴۱۸ به‌عنوان یکی از آثار ملی ایران به ثبت رسیده‌است.

## پیشینه
سلطنت آباد بزرگ‌ترین باغ ییلاقی ناصرالدین شاه در شمیران بود. ساخت این کاخ در سال ۱۲۷۴ قمری آغاز و در سال ۱۳۰۵ قمری پایان پذیرفت. از مزیت‌های این کاخ این بود که از چهار سو دارای چشم‌انداز گسترده بود. نخستین راه شوسه که در بیرون از تهران ساخته شد، راه تهران به سلطنت‌آباد در سال ۱۲۷۹ قمری بود. این راه در شمال خندق تهران در محل «پیچ شمیران» آغاز می‌شد و به سوی شمال در راستای جاده قدیم شمیران تا سه راه ضرابخانه پیش می‌رفت و در آنجا دو شاخه می‌شد، یک شاخه در جهت شمال‌شرقی به سلطنت آباد و شاخه دیگر در جهت شمال‌غربی که به تجریش می‌رسید.
باغ سلطنت آباد استخری پهناور داشت که در آن چند کرجی برای گردش روی آب و تمرین پاروزنی فراهم بود. در این باغ گذشته از عمارت چند طبقه اصلی، حوضخانه، عمارت بیرونی، عمارت‌های اندرونی، آبدارخانه و برج چند طبقه نیز بر پا شده بود. درون عمارت اصلی، حوضخانه‌ای زیبا با طاق مقرنس داشت و دیوارهایش با گچ‌بری‌های زیبا آذین یافته بود. اتاق‌های هر سه طبقه با گچ‌بری، کاشی‌کاری و آینه‌کاری از بناهای باشکوه و زیبای روزگار خود به‌شمار می‌رفت. هر طبقه از این عمارت دارای اتاق‌های گوناگونی بود. سلطنت‌آباد در دوره پهلوی اول تبدیل به کارخانه مهمات‌سازی ارتش شد و امروزه نیز همچنان همین کاربرد را دارد.
باغ و عمارت سلطنت‌آباد که جزو اموال دولتی بود، در چند هفته پایانی سلطنت قاجار به مالکیت محمدحسن میرزا آخرین ولیعهد قاجار درآمد. او از دولت ۸۸۹۹۶ تومان طلب داشت که برای تسویه این بدهی، دولت در ۱۲ اردیبهشت ۱۳۰۴ لایحه‌ای به مجلس داد که باغ و عمارت سلطنت‌آباد همراه با اراضی و باغات اقدسیه به مالکیت محمدحسن میرزا درآید. بهای اقدسیه و باغ و عمارت سلطنت‌آباد ۶۸ هزارتومان تعیین و قرار شد با این واگذاری، طلب محمدحسن میرزا از دولت به بیست هزار تومان کاهش یابد. عمارت سلطنت‌آباد نیز به حال مخروبه درآمده و هزینه نوسازی آن یکصد هزار تومان برآورد می‌شد. این لایحه در ۲۲ شهریور ۱۳۰۴ به تصویب مجلس شورای ملی رسید اما کمتر از دو ماه بعد، با رأی مجلس به انقراض سلطنت قاجار، محمدحسن میرزا در نهم آبان ۱۳۰۴ از ایران اخراج شد. پس از آنکه در سال ۱۳۰۸ پس از درگذشت احمدشاه، محمدحسن میرزا اعلامیه‌ای صادر و خود را پادشاه قانونی اعلام کرد، از او در ایران سلب مالکیت و اراضی و باغات اقدسیه و کاخ و باغ سلطنت‌آباد مصادره شد.

## رویدادهای مهم
این بنا میزبان شماری از رویدادهای مهم تاریخی همچون تاج‌گذاری احمد شاه (شعبان ۱۳۳۲ قمری) و محاکمه محمد مصدق (۱۳۳۲ خورشیدی) بوده و در سال ۱۳۳۴ خورشیدی به شماره ۴۱۸ در فهرست آثار ملی به ثبت رسید.

## نگارخانه

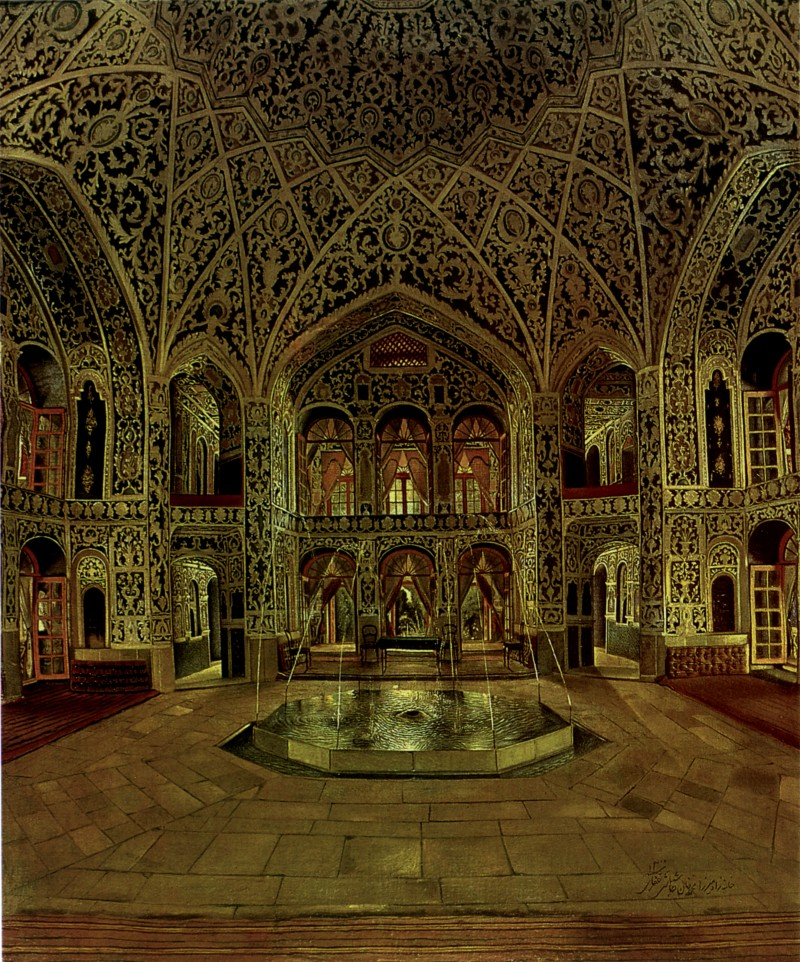
حوضخانه کاخ سلطنت‌آباد اثر کمال‌الملک
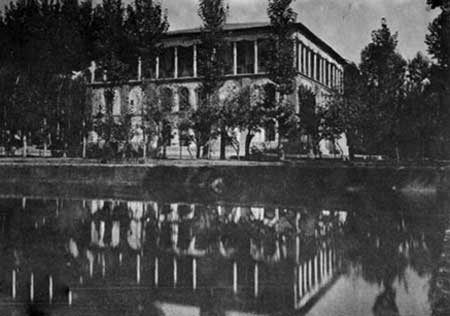
نمایی از کاخ سلطنت‌آباد
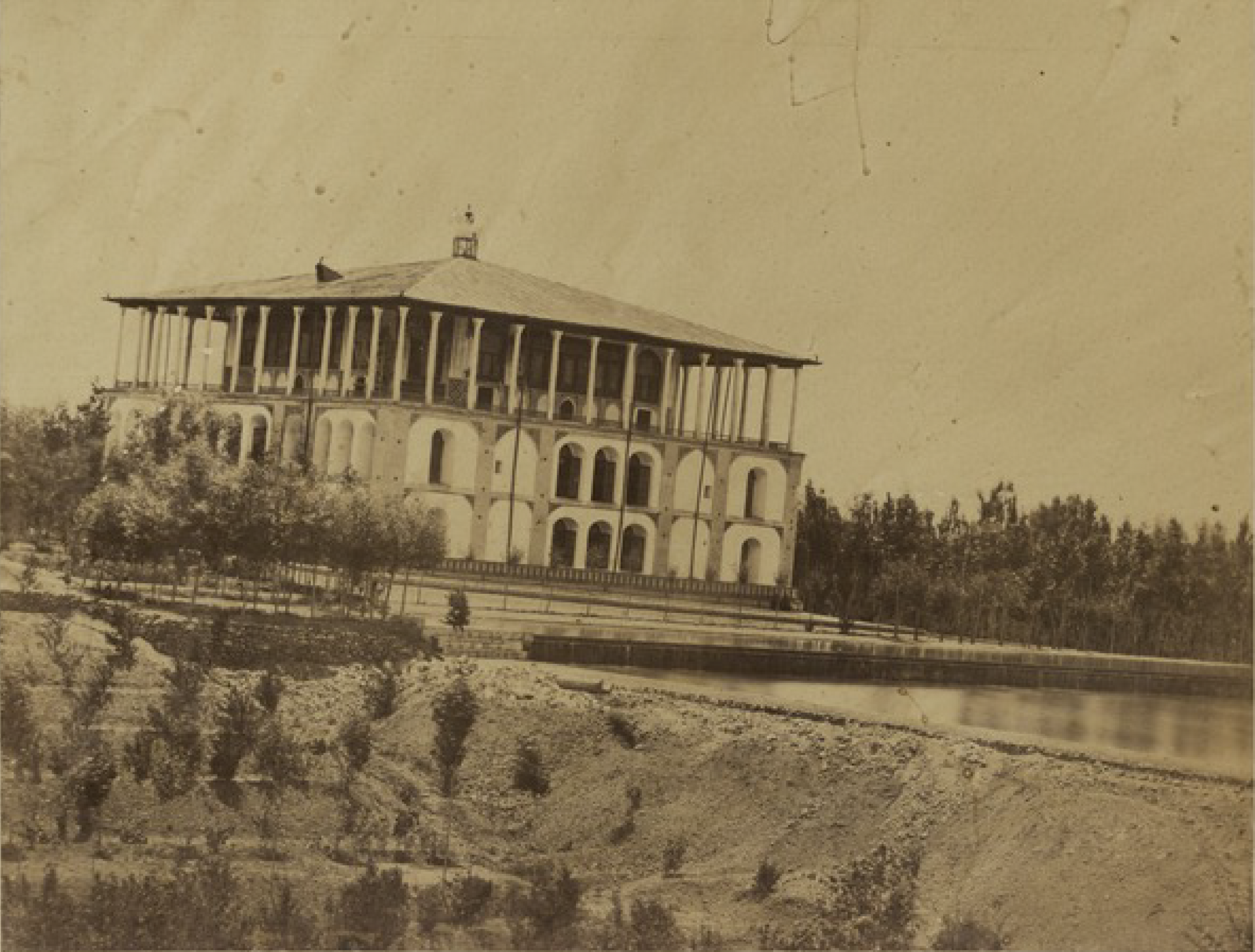
نمایی از کاخ از آلبوم شخصی ناصرالدین‌شاه